# Camponotus puniceps
Camponotus puniceps é uma espécie de inseto do gênero Camponotus, pertencente à família Formicidae.